# Żezoń przemienny
Żezoń przemienny (Othius permutatus) – gatunek chrząszcza z rodziny kusakowatych i podrodziny kusaków. Zamieszkuje Karpaty.

## Taksonomia
Gatunek ten opisany został po raz pierwszy w 1997 roku przez Volkera Assinga. Jako lokalizację typową wskazano Valea Cerbului w rumuńskim paśmie Bucegi. Epitet gatunkowy pochodzi od łacińskiego czasownika permutare oznaczającego „mylić” i nawiązuje do częstego mylenia tego gatunku z O. transsylvanicus, O. crassus i O. corpulentus. Assing zaliczył go wraz z wymienionymi oraz z O. brevipennis, O. korgei, O. ponticus i O. serratus do podgrupy gatunków crassus w obrębie grupy gatunków punctatulus.

## Morfologia
Chrząszcz o wydłużonym ciele długości od 5,3 do 7,6 mm. Głowa jest od 1,02 do 1,17 raza dłuższa niż szersza, czarniawobrązowa z żółtawymi do jasnobrązowych czułkami, pokryta bardzo wyraźnym mikrosiateczkowaniem, za oczami niemal równoległoboczna. Przedplecze jest brązowe do ciemnobrunatnego, trochę dłuższe niż szerokie, najszersze niedaleko przed środkiem długości. Jego powierzchnia oprócz poprzecznej mikrorzeźby ma grzbietowe szeregi trzech, rzadziej czterech punktów o zmiennym, często asymetrycznym rozmieszczeniu. Pokrywy są wyraźnie krótsze od przedplecza, brązowe do ciemnobrunatnych. Skrzydła tylnej pary uległy całkowitemu uwstecznieniu. Barwa odnóży jest żółtawa do jasnobrązowej. Odwłok jest brązowy do ciemnobrunatnego, płytko i poprzecznie mikrorzeźbiony. Na tylnej krawędzi siódmego tergitu brak jest palisady szczecin. U samicy tylna krawędź dziesiątego tergitu odwłoka zaopatrzona jest w zmodyfikowane szczecinki. Odwłok samca cechuje się wyraźnym wgłębieniem środkowym w tyle siódmego sternitu, wyraźnym wklęśnięciem środkowym tylnej krawędzi ósmego sternitu, silnie uwypukloną krawędzią tylną dziewiątego sternitu oraz w widoku bocznym bardzo szerokimi i ku górze odgiętymi laterotergitami dziewiątego segmentu. Genitalia samca mają płat środkowy edeagusa z dłuższymi, acz słabiej wyrażonymi żeberkami niż u O. crassus, inaczej niż u owego gatunku w widoku brzusznym i grzbietowym ukształtowanym płatem brzusznym, w widoku bocznym zaokrąglonymi sklerotyzacjami wewnętrznymi w części wierzchołkowej oraz tworzącym od 15 do 20 skrętów flagellum z szerszą niż u O. crassus, pokrytą krótkimi, półprzezroczystymi kolcami rurką endofallusa. Szczecinki na paramerach są trochę krótsze niż u O. crassus.

## Ekologia i występowanie
Owad górski, rozmieszczony na rzędnych od 500 do 1900 m n.p.m. Bytuje w ściółce pod bukami i olszami zielonymi. Aktywny jest od maja do sierpnia.
Gatunek palearktyczny, europejski, zaliczany do endemitów karpackich, podawany z Polski, Słowacji, Ukrainy i Rumunii. W Polsce pewne jego stwierdzenia pochodzą z Bieszczadów, niepewne zaś z Tatr. Doniesienia z Ukrainy dotyczą pasma Czarnohory i ogólnie Bukowiny północnej. Najszerzej rozprzestrzeninony jest w Rumunii, gdzie na południowy zachód dociera poza Braszów.